# Didymoplexiella
Didymoplexiella é um género botânico pertencente à família das orquídeas (Orchidaceae).

## Lista de espécies
1. Didymoplexiella borneensis (Schltr.) Garay, Arch. Jard. Bot. Rio de Janeiro 13: 33 (1954).
2. Didymoplexiella cinnabarina Tsukaya, M.Nakajima & H.Okada, Acta Phytotax. Geobot. 56: 208 (2005).
3. Didymoplexiella forcipata (J.J.Sm.) Garay, Arch. Jard. Bot. Rio de Janeiro 13: 33 (1954).
4. Didymoplexiella hainanensis X.H.Jin & S.C.Chen, Novon 14: 176 (2004).
5. Didymoplexiella kinabaluensis (Carr) Seidenf., Dansk Bot. Ark. 32: 175 (1978).
6. Didymoplexiella ornata (Ridl.) Garay, Arch. Jard. Bot. Rio de Janeiro 13: 33 (1954).
7. Didymoplexiella siamensis (Rolfe ex Downie) Seidenf., Bot. Tidsskr. 67: 99 (1972).
8. Didymoplexiella trichechus (J.J.Sm.) Garay, Arch. Jard. Bot. Rio de Janeiro 13: 34 (1954).